# Сліппері-Рок Юніверсіті (Пенсільванія)
Сліппері-Рок Юніверсіті (англ. Slippery Rock University) — переписна місцевість (CDP) в США, в окрузі Батлер штату Пенсільванія. Населення — 2397 осіб (2020).

## Географія
Сліппері-Рок Юніверсіті розташоване за координатами 41°3′53″ пн. ш. 80°2′31″ зх. д. / 41.06472° пн. ш. 80.04194° зх. д. (41.064684, -80.041943).  За даними Бюро перепису населення США в 2010 році переписна місцевість мала площу 1,43 км², уся площа — суходіл.

## Демографія
Згідно з переписом 2010 року, у переписній місцевості мешкало 1898 осіб у 2 домогосподарствах у складі 1 родини. Густота населення становила 1331 особа/км².  Було 3 помешкання (2/км²).
Расовий склад населення:
| - 90,0 % — білих - 6,7 % — чорних або афроамериканців - 0,9 % — азіатів - 0,2 % — корінних американців - 0,1 % — вихідців з тихоокеанських островів |

До двох чи більше рас належало 1,7 %. Частка іспаномовних становила 2,0 % від усіх жителів.
За віковим діапазоном населення розподілялося таким чином: 0,4 % — особи молодші 18 років, 99,6 % — особи у віці 18—64 років, 0,0 % — особи у віці 65 років та старші. Медіана віку мешканця становила 19,7 року. На 100 осіб жіночої статі у переписній місцевості припадало 61,4 чоловіків;  на 100 жінок у віці від 18 років та старших — 60,9 чоловіків також старших 18 років.
Цивільне працевлаштоване населення становило 864 особи. Основні галузі зайнятості: освіта, охорона здоров'я та соціальна допомога — 30,1 %, роздрібна торгівля — 28,8 %, мистецтво, розваги та відпочинок — 27,7 %.